# Eugene Millikin

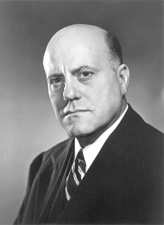
Eugene Millikin

Eugene Donald Millikin (* 12. Februar 1891 in Hamilton, Ohio; † 26. Juli 1958 in Denver, Colorado) war ein US-amerikanischer Politiker der Republikanischen Partei, der den Bundesstaat Colorado im US-Senat vertrat.
Nach dem Schulbesuch in Ohio machte Eugene Millikin 1913 seinen juristischen Abschluss an der Law School der University of Colorado in Boulder. Im selben Jahr wurde er in die Anwaltskammer aufgenommen und begann in Salt Lake City, der Hauptstadt von Utah, zu praktizieren. Seine erste politische Tätigkeit übte er zwischen 1915 und 1917 als geschäftsführender Sekretär des Gouverneurs von Colorado aus. Während des Ersten Weltkrieges trat er der Nationalgarde von Colorado bei, nahm an Schlachten in Frankreich teil und wurde im Rang eines Lieutenant Colonel entlassen. Nach dem Krieg arbeitete er als Anwalt in Denver und wurde Präsident der Ölgesellschaft Kinney-Coastal Oil.
Am 20. Dezember 1941 wurde Millikin von Gouverneur Ralph Lawrence Carr zum US-Senator ernannt. Er übernahm in Washington, D.C. das Mandat des verstorbenen Alva B. Adams und verblieb dort nach zwei Wiederwahlen in den Jahren 1944 und 1950 bis zum 3. Januar 1957. Während dieser Zeit war er unter anderem Vorsitzender des Finanzausschusses und des Joint Committee on Taxation sowie als Vorsitzender der Senate Republican Conference Fraktionschef der Republikaner. 1956 trat er nicht mehr zur Wiederwahl an. Bereits im Jahr nach seinem Abschied aus dem Senat starb Eugene Millikin in Denver.